# Magnitud límite estelar
La magnitud límite Estelar (MALE) es un índice utilizado por los astrónomos para dar una estimación de la calidad del cielo nocturno observado. Se define como la magnitud de la estrella más débil que el observador puede percibir a simple vista.
Además de la forma visual directa, esto es, tomando nota de la menor magnitud visible por el observador, es posible obtener el MALE usando un método de conteo. Para ello, es necesario contar el número de estrellas que son visibles dentro de un área del cielo en específico (generalmente triángulos formados por estrellas brillantes y fáciles de encontrar), y comparar dicho número con varios prefijados en tablas. Es posible realizar la prueba con varias áreas diferentes del cielo.